# Шейкеры
Объединённое сообщество верующих во Второе Пришествие Христа (англ. United Society of Believers in Christ's Second Appearing — USBCSA), более известное как шейкеры (устар. шекеры) (англ. Shakers, букв. «трясущиеся»), также трясуны — милленаристская реставрационистская христианская религиозная организация, основанная в XVIII веке в Северо-Западной Англии как Wardley Society, а затем переместившаяся в колониальную Северную Америку. Первоначально эта организация отделилась от протестантского религиозного движения квакеров, и в Англии её членов часто называли «трясущимися квакерами» (Shaking Quakers), поскольку они открыто практиковали экстатические танцы во время богослужений, а затем в Америке стали называть просто «трясущимися» — шейкерами.
Основательница USBCSA Анна Ли считала «похотливые удовольствия» корнем всякого зла и призывала верующих к полному воздержанию. Другим корнем зла в шейкеризме считается алчность, потому в 1793 году было принято решение об установлении религиозного коммунизма и обобществлении собственности полных членов сообщества. Также шейкеры должны соблюдать довольно строгое отделение от окружающего мирского общества. Для этих целей они успешно создали более 20 трудовых коммун-поселений в нескольких североамериканских штатах. Среди основных нравственных ценностей шейкеризма также стоит отметить признание равенства всех людей перед Богом и неприятие дискриминации, простоту жизни, честность, недопустимость клятвы или присяги, пацифизм, трудолюбие, духовную и физическую чистоту. Из-за них шейкеры во времена войны за независимость и гражданской войны в США сохраняли нейтралитет и не брали оружие, но помогали раненым солдатам и дезертирам обеих сторон. Уникальным среди христианских религиозных организаций того времени было признание равенства полов и назначение в том числе женщин на главные руководящие должности. Уже с 1747 года Wardley Society и USBCSA возглавляли женщины — Матушки: вначале Джейн Уордли и Анна Ли, позднее Люси Райт.
Расцвет движения и творчества шейкеров пришёлся на 1837—1850-е годы, когда количество полных членов сообщества доходило до примерно шести тысяч человек, а всех жителей шейкерских поселений — до двухсот тысяч. Тогда же появились основные религиозные рисунки, танцы и песни шейкеров. Из-за строгого целибата у шейкеров не могли родиться дети, но они охотно принимали на воспитание сирот и подкидышей, пока усыновление детей религиозными группами не было запрещено в США в середине XX века.
Шейкеры не отвергали научно-технический прогресс, на их мануфактурах и фермах применялись новейшие в то время технологии и оборудование. Они даже сделали несколько изобретений (циркулярная пила, плоский веник и другие) и множество технических усовершенствований, но по религиозным соображениям не стали патентовать их. В результате в период расцвета шейкеры полностью обеспечивали себя пищей за счёт своего сельского хозяйства, а также производили для собственных нужд и на продажу мебель, коробки, ткани, одежду и другие товары.
Но и при таком техническом оснащении шейкерские мануфактуры не смогли конкурировать с крупными высокотехнологичными промышленными предприятиями, появившимися в США во второй половине XIX — начале XX века. Это экономически ослабило шейкеров, их дела пошли на спад, и в 1920 году осталось только 12 действующих коммун шейкеров, а с 1992 года по настоящее время действует только одна: Саббатдей Лейк в штате Мэн. В 2017 году в ней осталось только двое последних в мире шейкеров, но они ещё надеются привлечь новообращённых.
Многие другие коммуны шейкеров стали музеями и историческими местами США.

## История

### Квакеры
«Христианское общество друзей внутреннего света», ставшее более известным как квакеры, было основано Джорджем Фоксом в середине XVII века в Англии и Уэльсе. В те времена религиозные противоречия, споры и насильственные конфликты на религиозной почве нарастали: между католиками и протестантами, и между разными направлениями протестантизма. Споры о толкованиях Библии не приводили к согласию и примирению, а только множили религиозные расколы в христианстве. В вероучении квакеров выход из этого положения был найден в том, что каждый человек может получить непосредственное откровение от Бога, который в нём присутствует в виде «Внутреннего света». Такое непосредственное и часто несказа́нное откровение для квакеров важнее, чем Священное Писание.
Квакеры следуют таким нравственным ценностям, как равенство всех людей перед Богом независимо от внешних различий, неприятие любой дискриминации и угнетения, пацифизм и ненасилие, честность, недопустимость клятвы или присяги, простота жизни и добровольный отказ от излишеств и роскоши. Совершенно необычным для христианских религиозных сообществ XVIII века было предоставление женщинам возможности проповедовать и руководить. Многие христиане и сейчас не приемлют этого, ссылаясь на слова апостола Павла о том, что женщины в церкви должны молчать (1Кор. 14:34). Но квакеры стали исключением: уже с 1670 года основатель «Сообщества друзей» Джордж Фокс назначал женщин на руководящие должности в сообществе, поскольку он считал, что дух Божий обитает в каждом человеке.
Шейкеры, отделившись от квакеров, по-прежнему разделяют эти ценности, добавив к ним обязательный целибат и религиозный коммунизм.

### «Французские пророки»
Значительное идейное влияние на квакеров и шейкеров оказали «французские пророки» — гугенотские камизары, бежавшие от преследований из Франции в Англию. Их история началась в 1668 году во французских областях Дофине и Vavarias. Тогда среди преследуемых властями протестантов вначале пять человек, потом намного больше объявили себя пророками, вдохновлёнными Святым Духом. В основном то были дети и молодые люди обоего пола от 6 до 25 лет. У них наблюдалась необычная двигательная активность и реакции: они ходили, шатаясь, часто падали в обморок, испытывали сильную дрожь, периодически впадали в трансовое состояние, в котором, по их словам, им открывалось небо, они видели ангелов, рай и ад.
В 1705 году трое из них — Элиас Марлон (Elias Marlon), Джон Кавилье (John Cavilier) и Дуранд Фейдж (Durand Fage) — прибыли из Франции сначала в Дувр, потом в Лондон. Они продолжали свои экспрессивные проповеди с обличением официальных церквей — как римско-католической, так и англиканской — чем вызвали скандал, были задержаны и оштрафованы за возмущение спокойствия. Про этих пророков ходили легенды о том, что они, подобно апостолам, наделены даром исцеления болезней и даже воскрешения мёртвых, что им удалось вернуть доктору Эймсу (Dr. Eames) не только жизнь, но и здоровье.
Ранние шейкеры могли перенять религиозную практику у этих проповедников. Среди их слушателей были супруги Уордли и ещё несколько квакеров, в дальнейшем создавших сообщество шейкеров.

### Wardley Society
Непосредственным предшественником USBCSA стала Wardley Society — религиозная община на северо-западе Англии, основанная супругами Джеймсом и Джейн Уордли. Супруги Уордли были небогатыми портными из Болтона и набожными квакерами, считавшими, что истинная религия возникает из внутреннего опыта. Но в 1747 году они из этого опыта получили «следующую степень света и силы», что побудило их отделиться от «Сообщества друзей» (Society of Friends) и создать свою религиозную группу.
Собрания Wardley Society проходили в Манчестере, Мертауне (англ. Meretown, Mayortown), Честере и в других местах вблизи Манчестера. Начинались они, как и у квакеров, с общей молчаливой молитвы сидя. Затем присутствующие по одному вставали и исповедовались в своих грехах перед всем собранием. Затем на собрании начиналась пылкая проповедь; чаще всего выступала Джейн Уордли (Матушка Джейн). Она рассказывала о своём мистическом опыте: небесных огнях и голосах, видениях — и о том, что Новая Эра уже наступает. Заключительная часть собрания шейкеров была самой динамичной: на ней верующие пытались выразить свои внутренние чувства телодвижениями: ходили по залу, пели, танцевали, тряслись, кричали. За это сторонние люди в насмешку прозвали их «трясущимися квакерами» (англ. Shaking Quakers). В дальнейшем это насмешливое прозвище стало нормативным общеупотребительным наименованием данного религиозного движения.
В сентябре 1758 года в Wardley Society вступила 23-летняя повариха лазарета Анна Ли. Эта религиозная группа оказалась вполне подходящей для неё. Анна Ли получила собственный мистический опыт и стала всё активнее выступать с проповедями на собраниях. Супруги Уордли были настолько впечатлены, что в 1771 году передали ей управление общиной, а сами «вышли в отставку». Анна Ли, уже имевшая негативный опыт супружеской жизни и пережившая ранние смерти всех четырёх её детей, стала выступать против всякой половой жизни и брака, видя в плотских удовольствиях причину всякого зла. Она ввела в религиозную практику громкие песнопения, прыжки, говорение на незнакомых языках и пророчествование. Около половины членов Wardley Society не приняли эти нововведения и вышли из общины.
Такие бурные религиозные собрания вызывали подозрения властей и обвинения в возмущении спокойствия и организации беспорядков. Матушка Анна Ли и другие члены Wardley Society неоднократно задерживались в Манчестере. Анна не менее двух раз была заключена в тюрьму Манчестера на несколько недель; в тюрьме у неё были видения и другие религиозные переживания, и после выхода на свободу она продолжала проповедовать свою веру и проводить собрания. Получив очередное откровение, она сказала готовиться к переезду в Америку, чтобы там основать истинную церковь Второго Пришествия, которая была названа «Объединённое сообщество верующих во Второе Пришествие Иисуса Христа». 19 мая 1774 года Анна Ли и восемь её последователей отправилась на корабле «Мария» (Maria) под командованием капитана Смита (Smith) в плавание из Ливерпуля в Нью-Йорк. С Матушкой Анной были: муж Абрахам Стенли (англ. Abraham Stanley), брат Уильям Ли (William Lee), племянница Нэнси Ли (Nancy Lee), а также Джеймс Уиттекер, Джон Хокнилл (John Hocknell), финансировавший этот переезд, с его сыном Ричардом Хокниллом (Richard Hocknell), Джеймс Шепард (James Shephard) и Мэри Партингтон (Mary Partington). На корабле они так же устраивали шумные молитвенные собрания, чем очень разозлили капитана, и тот пригрозил выкинуть их за борт. Судно попало в сильный шторм, от удара волны сместилась одна из досок в обшивке и началась сильная течь, грозящая неминуемой катастрофой. Но от удара другой волны та доска стала на место, и течь прекратилась. Шейкеры посчитали это чудом, результатом божественного вмешательства. Капитан посчитал так же и более не препятствовал их богослужениям. 6 августа 1774 года все благополучно прибыли в Нью-Йорк.
Ещё несколько человек из бывшего Wardley Society приехали в Америку год спустя. Оставшаяся в Манчестере община шейкеров, видимо, какое-то время продолжала существовать, но постепенно сошла на нет. Из прибывших вместе с Анной Ли не все остались шейкерами: Нэнси Ли и Ричард Хокнилл влюбились друг в друга и отказались соблюдать целибат, Абрахам Стенли отказался от религии, бросил Анну и женился на другой.

## Создание поселений

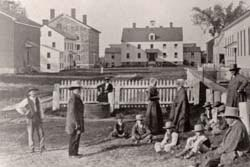
Первое поселение шейкеров в Америке (фото 1870-х годов)

По совету ранее приехавших квакеров, Уильям Ли и Джон Хокнилл отправились вверх по реке Норт (англ. North) и нашли подходящее место в нескольких километрах к северу от города Олбани. Первое поселение шейкеров в Америке было названо «Нискаюна» (Niskayuna) — по индейскому названию этой местности. Уильям Ли и Джон Хокнилл купили этот участок земли и вернулись в город Нью-Йорк, откуда Джон Хокнилл направился в Англию, чтобы забрать свою семью в Америку. Позднее на этом же месте был город Ватерфлит штата Нью-Йорк. В 1895 году административно-территориальное деление этого штата было изменено, и сейчас место первого шейкерского поселения находится на территории города Колони, а современный город Ватерфлит занимает другую территорию. Кроме того, есть ещё современный город Нискаюна, расположенный в том же штате к северо-востоку от этого места. В результате нередко возникает путаница с историческими и современными географическими названиями. Во многих исторических источниках шейкеры-первопоселенцы называются «шейкерами Нискаюны» (Niskayuna Shakers), в других они же именуются «шейкерами Ватерфлита» (Watervliet Shakers). Чтобы обозначить именно территорию первого поселения шейкеров, был введён термин «исторический шейкерский район Ватерфлит».
25 декабря 1775 года Джон Хокнилл со своей семьёй и Джоном Партингтоном прибыл в Филадельфию, откуда они отправились в Нью-Йорк к Анне Ли. В Нью-Йорке они пробыли до февраля следующего года, потом отправились в Олбани, где воссоединились с остальной частью сообщества, а оттуда все пришли в шейкерский Ватерфлит — расчищать землю и возводить дома для будущих членов сообщества. Из брёвен был построен большой общинный дом, где позднее жила Анна Ли со Старшими Братьями и Сёстрами, проводили собрания и принимали гостей. В таких трудах и в ожидании исполнения пророчества Матушки Анны о том, что люди соберутся по благой вести о Втором Пришествии Христа, эти же шейкеры провели там три с половиной года — до 1780-го.
В конце 1779 года в посёлке Канаан (Canaan; ныне город Нью-Лебанон округ Колумбия штата Нью-Йорк) проходил большой религиозный ривайвел под руководством местного пастора Самуила Джонсона (Samuel Johnson), к тому времени уже ставшего шейкером. Начались массовые религиозные переживания; многие люди говорили о видениях и предчувствиях, думали, что уже наступили последние дни, совсем скоро Христос придёт царствовать на Земле, и не будет больше войн и насилия. Но через несколько месяцев воодушевление пошло на спад, эсхатологические ожидания не оправдались. Многие люди расстроились из-за этого, но продолжали верить в близость наступления Царствия Божия на Земле, искали новые подтверждения этому. Некоторые из них весной 1780 года посетили Анну Ли и её тогда ещё маленькую духовную семью, живущую на границе цивилизации с Диким Западом, и усмотрели в этом начало исполнения библейских пророчеств и собственных предчувствий. Слухи об этих необычных людях быстро распространились, началось большое паломничество к шейкерам, и так «Сообщество верующих во Второе Пришествие Иисуса Христа» получило первое пополнение в Америке. Шейкеры из той первой общины вели активную миссионерскую работу среди местного населения и уже в 1780 году привлекли к себе много новообращённых.
В то время шла война за независимость США, в которой шейкеры не участвовали ни с какой стороны, потому что их религия категорически не позволяет давать клятву или присягу, брать в руки оружие, причинять смерть или вред другим людям. Шейкеров заподозрили в нелояльности и непатриотизме, и мировые судьи Олбани потребовали от шейкеров принести присягу на верность, которая поможет снять обвинения в скрытой враждебности. Шейкеры отказались это делать, и в июле 1780 года были отправлены в тюрьмы: сначала Дэвид Дарроу (David Darrow), Джозеф Мичэм и Джон Хокнилл, затем Айзекайя Хаммонд (Hezekiah Hammond) и Джоэл Пратт (Joel Pratt), наконец, Матушка Анна, Мэри Партингтон, Уильям Ли, Джеймс Уиттекер и Келвин Харлоу (Calvin Harlow) — все они оказались за решёткой, но и там продолжали проповедовать свою веру как другим заключённым, так и посетителям: многие последователи ходили к ним на свидания в тюрьму. Попавшие в заключение исключительно из-за своих религиозных убеждений шейкеры снискали симпатию граждан, что поспособствовало распространению их вероучения. В декабре того же года все они были освобождены по указу губернатора Джорджа Клинтона (George Clinton), без решения суда.
31 мая 1781 года Анна Ли, Уильям Ли, Джеймс Уиттекер, Сэмюел Фитч (Samuel Fitch), Мэри Партингтон и Маргарет Леланд (Margaret Leland) отправились в город Гарвард штата Массачусетс и далее по восточным штатам (Новой Англии) в миссионерское путешествие, в котором они провели два года и четыре месяца, обратили многих людей. Новые шейкеры появились в городах Нью-Лебанон и Канаан штата Нью-Йорк, Питсфилд, Ричмонд, Эшфилд, Гарвард и Ширли штата Массачусетс, а также в округе Хэнкок штата Индиана, в штатах Коннектикут, Нью-Гэмпшир и Мэн (тогда ещё часть Массачусетса), и в других местах.
В 1783 году Анна Ли вернулась в шейкерский Ватерфлит, где 8 сентября 1784 года умерла и была похоронена. В том же 1784 году умер и её брат Уильям Ли, и «Объединённое сообщество верующих во Второе Пришествие Иисуса Христа» возглавил Джеймс Уиттекер, который оставался в этой должности вплоть до своей смерти в 1787 году.

После смерти Джеймса Уиттакера лидером шейкеров стал Джозеф Мичэм (англ. Joseph Meacham; 1742—1796). Ранее он был баптистским священником в городе Энфилд штата Коннектикут. У шейкеров Батюшка Джозеф считается имеющим духовный дар откровения, уступающий только дару Матушки Анны.
Батюшка Джозеф привлёк будущую Матушку — Люси Райт (1760—1821) — к религии, и совместно они разработали шейкерскую форму коммунализма (религиозного коммунизма), создали центральную шейкерскую деревню Маунт Лебанон в Нью-Лебаноне, а в 1790 году — ещё одно поселение в Хэнкоке.
Всего за пять лет, с 1787 по 1792 год, в штате Нью-Йорк были основаны деревни Гровленд и Ватерфлит. В штате Массачусетс — Ханкок, Гарвард, Ширли и Тэрингем. Затем были созданы шейкерские деревни-коммуны и в других североамериканских штатах: Энфилд в Коннектикуте и одноимённая в Нью-Гэмпшире, Кентербери также в Нью-Гэмпшире, Саббатдей Лейк и Альфред в штате Мэн.
В 1793 году вся собственность в каждой общине шейкеров стала «всецело посвящённой» (англ. consecrated whole), то есть была обобществлена, и каждый вступающий в общину подписывал такое обязательство:

С полной искренностью и самым торжественным образом посвящаю себя и доверяю всё мне лично принадлежащее Богу и Его народу. Я отказываюсь от собственности и передаю её дьяконам или другим доверенным лицам с тем, чтобы они правильно её использовали для блага церкви и помощи бедным, а не для личного обогащения. И я заявляю перед Богом, что не потребую никакой компенсации и никакого отчёта о переданной мною собственности.

После смерти Джозефа Мичэма в 1796 году организацию возглавила Люси Райт (Матушка Люси). Она продолжила миссию Анны Ли, и шейкерские миссионеры проводили «встречи возрождения» уже не только в Новой Англии и Нью-Йорке, но и в более западных штатах. Особо отличились Иссахар Бейтс и Бенджамин Сет Янгс (англ. Benjamin Seth Youngs), старший брат Исаака Ньютона Янгса, которые привлекли сотни новообращённых.
Матушка Люси ввела новые гимны и танцы, чтобы сделать проповеди более оживлёнными, а также помогла Бенджамину С. Янгсу написать книгу «Свидетельство о Втором Пришествии Христа» (англ. The Testimony of Christ’s Second Appearing), изданную в 1808 году.
Шейкеры-миссионеры пришли в Кентукки и Огайо после ривайвела в Кейн Ридже в 1801—1803 годах. С 1805 по 1807 годы были созданы шейкерские общины Юнион Виллидж (англ. Union Village) в Огайо, Саут Юнион (South Union) в о́круге Логан и Плезант Хилл в о́круге Мерсер штата Кентукки. В 1824 году было основано шейкерское поселение Уайтуотер на юго-западе Огайо. Самое западное поселение шейкеров — Вест Юнион располагалось на реке Вабаш (Wabash River) в нескольких милях к северу от городка Венсенс округа Нокс штата Индиана.

## Организационная структура и руководство
В период своего расцвета, в середине XIX века, «Объединённое сообщество верующих во Второе Пришествие Иисуса Христа» имело тысячи полных членов и несколько уровней управления.
Шейкеры старались относиться друг к другу, как к братьям и сёстрам. Каждый полный член сообщества входил в одну из духовных семей — первичные группы шейкеров у них назывались именно семьями (англ. families), хотя люди в них не вели супружеской жизни и часто не были кровными родственниками друг другу, либо орденами (orders). В такой семье могло быть от нескольких до нескольких десятков человек, которые жили в одном большом доме, но мужчины и женщины жили в разных половинах этого дома, с отдельными входами и лестницами. Во избежание соблазнов, мужчина и женщина не должны были оставаться наедине или прикасаться друг к другу. На многих работах братья и сёстры трудились также раздельно, но на некоторых — например, уборке урожая, заготовке дров и хвороста — могли и совместно. На богослужениях, семейных собраниях и трапезах братья и сёстры могли общаться, но садились по разные стороны помещения.
У каждой духовной семьи было своё отдельное фермерское хозяйство и своё производство товарной продукции. Обычно шейкеры старались сделать каждую семью экономически самодостаточной, но в трудные времена пострадавшим семьям помогали шейкеры из других семей и поселений.

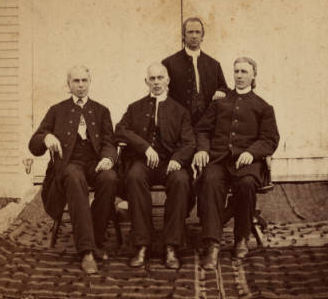
Старшие Братья Джеймс С. Бейм, Абрахам Перкинс, Бенджамин Х. Смит и Генри К. Блинн

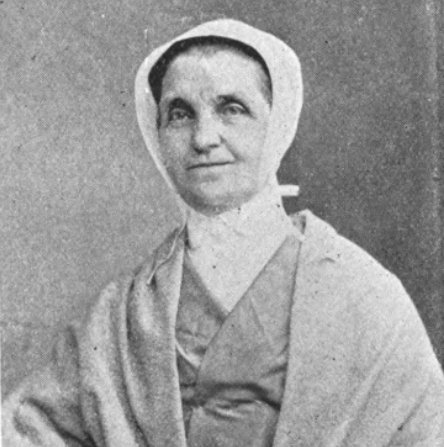
Старшая Сестра Мэри Уитчер, член Духовенства Кентерберейской епархии

Руководство каждой семьи состояло из двух Старших Братьев (англ. Elders) и двух Старших Сестёр (Eldresses). Старшие Братья контролировали других мужчин своей семьи, Старшие Сёстры — женщин, а решения, касающиеся всей духовной семьи, принимались четырьмя Старшими совместно. В религии шейкеров мужчины и женщины считались равноправными и в равной мере могли быть проповедниками и руководителями любого уровня. Это было следствием шейкерского представления о том, что Бог в равной мере сочетает в Себе мужское и женское начало. Шейкеры также верили, что мужчины и женщины равны пред очами Божьими, а потому и в земной жизни одинаково достойны уважения.
Кроме Старших, семья могла избрать также диаконов (англ. deacons) и диаконисс (англ. deaconesses), которых иногда также называли «доверенными» (англ. trustees); они занимались переговорами с не-шейкерами, продажами товаров, произведённых семьёй, и закупками для нужд семьи, решением других вопросов, касающихся взаимоотношений шейкерской духовной семьи с окружающим обществом.
Коммуна-поселение шейкеров могла состоять из одной или нескольких семей. Если семей в одной коммуне было несколько, главная среди них называлась «Церковной Семьёй» (англ. Church Family), её дом обычно находился в центре поселения, а её Старшие руководили всей коммуной. Другие семьи назывались «сателлитными», их дома и земельные участки располагались по разные стороны от усадьбы Церковной Семьи, и часто сателлитные семьи именовались по сторонам света — Северная Семья, Восточная Семья и т. д.
Следующий уровень — епархии (англ. bishoprics). Обычно епархия объединяла несколько соседних коммун-поселений. Коллегиальный руководящий орган епархии назывался «Духовенством» (англ. Ministry), он также состоял из двух Старших Братьев и двух Старших Сестёр и обычно находился в старейший из коммун епархии. Первой была организована Нью-Лебанонская Епархия (The New Lebanon Bishopric), которая располагалась в штате Нью-Йорк и включала в себя общины «Маунт Лебанон» и «Ватерфлит».
Высшее руководство «Объединённого сообщества верующих во Второе Пришествие Иисуса Христа» в разные времена бывало как единоличным, так и коллегиальным. Главный орган управления сообществом — «центральное Духовенство» (central Ministry) — длительное время располагался в коммуне «Маунт Лебанон», он также состоял из двух Старших Братьев и двух Старших Сестёр. Один из этих четырёх Старших был главой всей религиозной организации шейкеров, и его называли «Главным» (Lead). Ниже приведён список людей, возглавлявших шейкеров в разные годы:
Wardley Society:
1. Матушка Джейн Уордли[англ.] (1747—1771)➤
2. Матушка Анна Ли (1771—1772)

«Объединённое сообщество верующих во Второе Пришествии Иисуса Христа»:
1. Матушка Анна Ли (1772—1784)
2. Батюшка Джеймс Уиттекер[англ.] (1784—1787)
3. Батюшка Джозеф Мичэм (англ. Joseph Meacham) (1787—1796)➤
4. Матушка Люси Райт[англ.] (1796—1821)➤
5. Собрание Старших в составе: Старшие Братья Эбензер Бишоп (Ebenezer Bishop) и Руфус Бишоп (Rufus Bishop), Старшие Сёстры Рут Ландон (Ruth Landon) и Асенат Кларк (Asenath Clark) (1821-?)
6. Старший Брат Гилз Эвери (Giles Avery) (?-1890)[57]
7. нет единого лидера (1890—1947)
8. Старшая Сестра Фрэнсис Холл (Frances Hall) (1947—1957)
9. Старшая Сестра Эмма Кинг (Emma King) (1957-?)
10. Старшие Сёстры Гертруд Саул (Gertrude Soule) и Берта Линдсей (Bertha Lindsay) (? — примерно начало 1990-х)
11. Старший Брат Артур Хадд (Arthur Hadd) и Старшая Сестра Джун Карпентер (June Carpenter) (? — н. в.)[58].

Шейкеры поддерживали единство своей религиозной организации; обособление, а также создание фракций или партий внутри неё не допускалось. Сами себя и друг друга шейкеры называли просто «Верующими» (англ. Believers), а также братьями (Brothers) и Сёстрами (Sisters); остальных людей они именовали «неверными» (unbelievers) или «мирскими» (the world's people или wordly), окружающее общество — «миром» (the world).

## Коммуны
В США шейкеры основали более двадцати общин — трудовых коммун-поселений и привлекли в них не менее 20 000 новообращённых. Во времена первого и второго «Великого пробуждения», когда был повышенный массовый религиозный энтузиазм, мессианские и коммунитарные призывы шейкеров получили значительный отклик. Одни из ранних обращённых так отозвался о шейкерах: «Мудрость их правил, чистота их доктрины, христоподобное поведение и простота их нравов — всё представлялось воистину апостольским». Шейкеры представляли себя как малую, но важную утопическую попытку устроить жизнь по-евангельски. Проповедником у них мог быть любой верующий, независимо от пола, социального положения и образования.
Социальный состав шейкеров отличался большим разнообразием: в USBCSA вступали ремесленники, торговцы, ткачи, матросы, адвокаты, врачи и даже бывшие священнослужители других религий. Но костяк общин составляли мелкие фермеры, разорившиеся после экономических кризисов и промышленного переворота, потерявшие надежду подняться самостоятельно. По мнению А. А. Кисловой, вступление в коммуны шейкеров было не только практическим выходом из положения и не только стремлением жить согласно евангельским идеалам, но и «социальным антикапиталистическим протестом этих слоёв американского населения»; по этим же причинам, при всём развитии шейкерского промышленного производства, основным видом деятельности почти всех их коммун долго оставалось сельское хозяйство, а среди шейкеров пользовались популярностью идеи возвращения к «естественной жизни», к «естественной гармонии», которая одна может спасти человека от угрожающей дисгармонии «механического мира».
Почти всю историю «Объединённого сообщества верующих во Второе Пришествие Иисуса Христа» женщин в нём было больше, чем мужчин. По мнению Вергланд, причиной тому было равноправие мужчин и женщин, установленное среди шейкеров намного раньше, чем в окружающем их англо-американском обществе. В США конца XVIII — первой половины XIX века женщина имела больше прав и свобод, чем прежде в Англии: она была вправе отказаться выходить замуж, незамужняя могла самостоятельно владеть собственностью, заниматься работой или бизнесом (но на практике это удавалось только в крупных городах), наследовать по завещанию. Было разрешено заключение брачных контрактов, по которым собственность жены могла не полностью переходить в распоряжение её мужа. Однако замужняя по-прежнему не имела отдельной гражданской правоспособности и была обязана подчиняться мужу (не получая взамен никаких конкретных гарантий безопасности или материального обеспечения), развод был затруднён, и дети всегда оставались с отцом, а разведённая мать не имела никаких прав на них. В штате Массачусетс вдова получала треть земли покойного мужа в пожизненное владение, но не имела права продавать эту землю. Избирательные и другие политические права американские женщины тогда ещё не имели. Работодатели часто платили женщинам меньше, чем мужчинам за ту же работу, из-за чего многие работницы не могли накопить достаточных сбережений и при потере трудоспособности могли надеяться только на помощь родственников — либо отправляться в дома бедняков. А в коммуне шейкеров всем сёстрам, равно как и братьям, обеспечивалась безопасность и помощь при болезни или старости, давалось право участвовать в делах общины.

### Трудовая и хозяйственно-экономическая деятельность

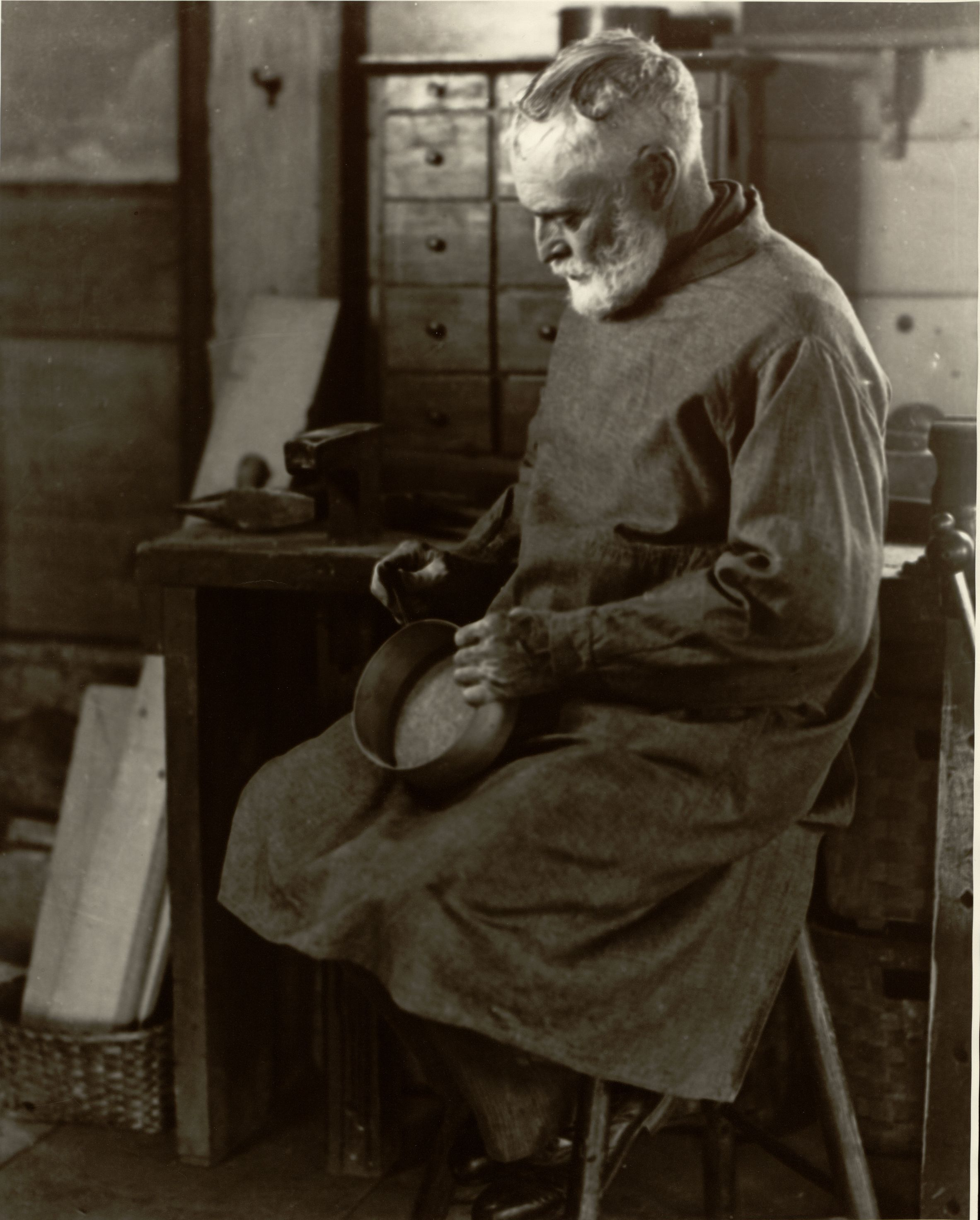
Шейкер делает коробки. Питтсфилд, Массачусетс, 1935

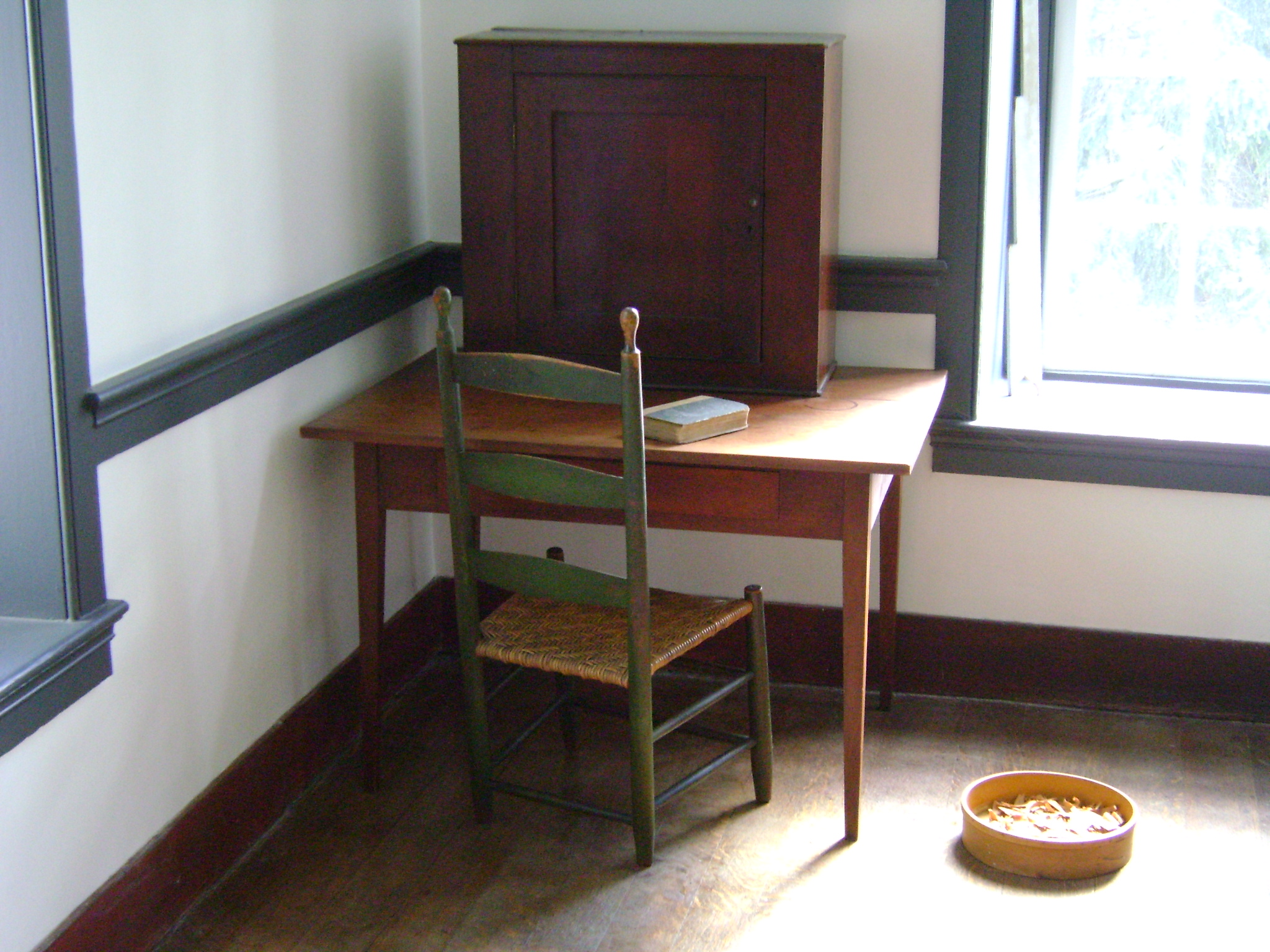
Шейкерская мебель

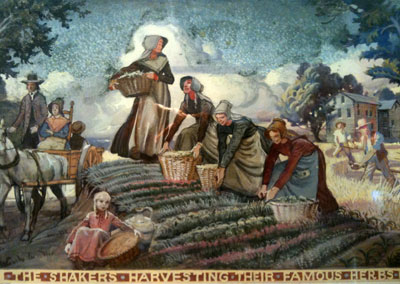
Сбор лекарственных трав

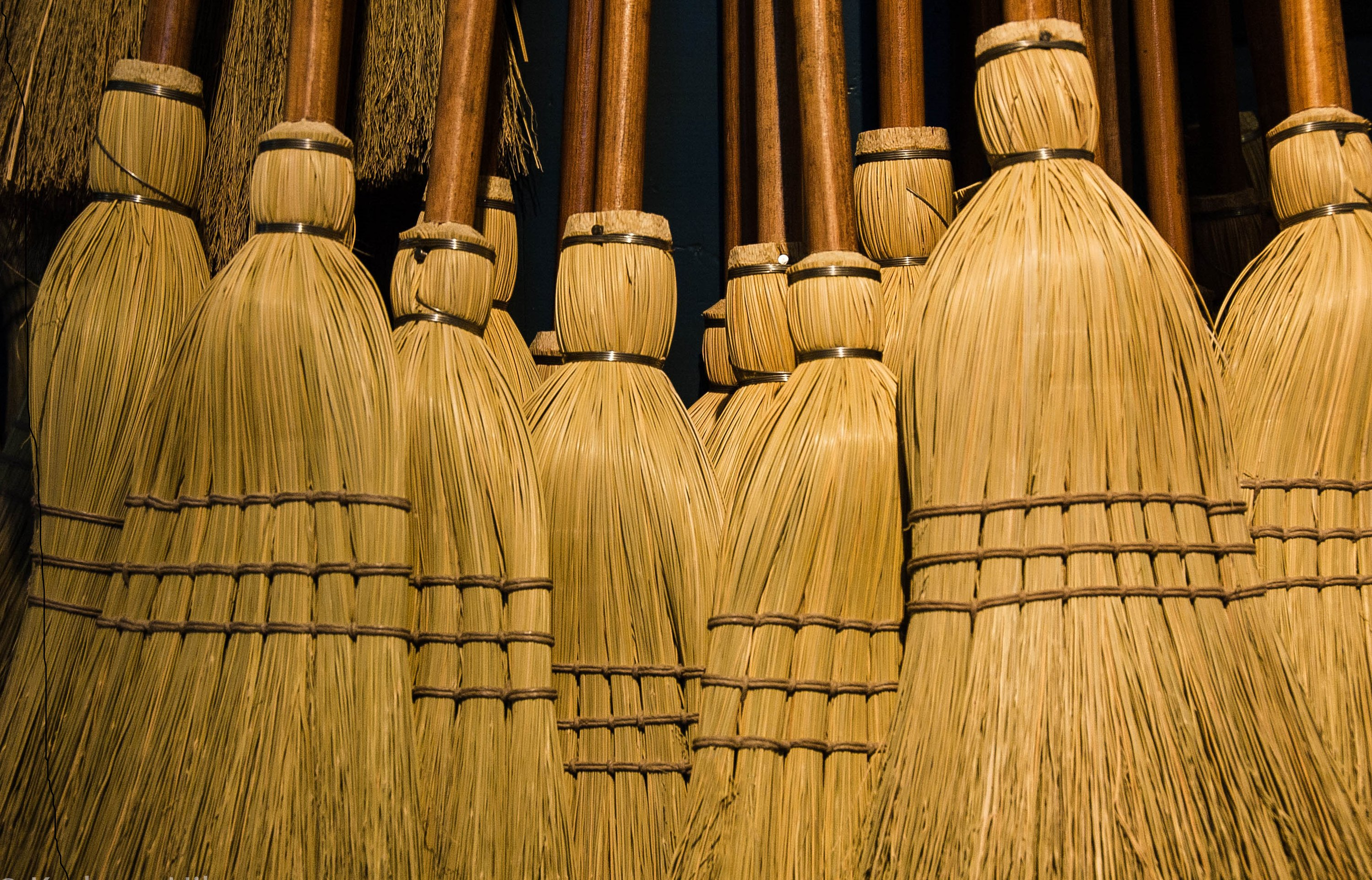
Плоские веники изобретение шейкеров

Ценящиеся у шейкеров чистоплотность, честность и бережливость способствовали тому, что во времена расцвета движения коммуны шейкеров имели большой успех как во внутрихозяйственных делах, так и в продаже производимых ими товаров на внешнем рынке. При всех шейкерских деревнях-коммунах создавались фермы, на которых применялись новейшие методы сельского хозяйства. Производство и зимнее хранение продуктов питания были приоритетом в хозяйственной деятельности шейкеров, и они почти полностью обеспечивали себя пищей из собственного хозяйства.
Большим спросом пользовались продаваемые шейкерами лекарственные травы, семена садовых деревьев (их поставляла созданная шейкерами фирма Shaker Seed Company), яблочное пюре, вязанная одежда из коммуны «Кентербери». Шейкеры стали первыми в США крупными поставщиками лекарственных трав, а также первыми начали продавать семена в бумажных пакетиках.

Кроме сельского хозяйства, шейкеры в своих коммунах занимались также различными ремёслами, создали множество различных коммерческих промышленных мануфактур по производству кожи, корзин, щёток, шляп, веников, галантерейных товаров и домотканой материи. Шейкеры внедряли новейшие технологии, доступные им в то время, а также сами сделали несколько изобретений и множество технических усовершенствований: в их числе баббит, культиватор, круглая пила, прищепка, шейкерский крючок, плоский веник, стиральная машина с колёсным приводом, машина для установки зубцов в текстильные карты, механическая молотилка, металлические перья, пожарная машина нового типа, машина для выравнивания досок, малогабаритные ткацкие станки для ткани из пальмовых листьев, машины для изготовления веников из кукурузы, шаровые кантователи для ножек стульев, несколько усовершенствований водопровода, строгального и шёлконаматывающего оборудования.
Промышленная продукция шейкеров тоже славилась своим высоким качеством и пользовалась спросом. Особую известность получила «шейкерская мебель», которая ценилась за долговечность, функциональность и простоту. В частности, шейкерская коммуна «Маунт Лебанон» в штате Нью-Йорк незадолго до гражданской войны в США преуспела в производстве стульев собственной разработки. Сначала целая серия этих стульев была изготовлена для общего собрания коммуны, потом «Маунт Лебанон» стала производить их для продажи, и эти высококачественные дорогие стулья быстро стали столь востребованными на рынке, что несколько мебельных компаний-конкурентов запустили в производство собственные версии «шейкерских» стульев.

Благодаря этим успехам благосостояние шейкерских коммун в первой половине XIX века стремительно возрастало. В трудолюбии, качественной работе, аккуратности, чистоте и стремлении к совершенству шейкеры видели не только залог материального благополучия, но и духовный смысл. На этот счёт имелось несколько предписаний Анны Ли:

- Добрые духи не будут жить там, где грязь.
- Работай так, как будто у тебя впереди тысячи лет жизни, и так, как если бы завтра помирать.
- Руки — работе, а сердце — Богу.
- Трудом проложи свой путь к Богу; да будет это твоим наследием, твоим сокровищем, твоим занятием, твоей повседневностью.

Оригинальный текст (англ.)
- Good spirits will not live where there is dirt.
- Do your work as though you had a thousand years to live and as if you were to die tomorrow.
- Put your hands to work, and your heart to God.
- Labor to make the way of God your own; let it be your inheritance, your treasure, your occupation, your daily calling.

Также Матушка Анна призывала своих последователей не влезать в долги.

### Положение мужчин, женщин и детей
Разделение труда между мужчинами и женщинами оставалось традиционным: женщины занимались прядением, ткачеством, шитьём, сбором трав, приготовлением пищи, уборкой помещений и упаковкой товаров для продажи, мужчины — работой на полях, в мастерских и магазинах. Братья собирали семена, сёстры их расфасовывали для продажи. Шейкеры осознавали тяжесть и важность и мужского, и женского труда.

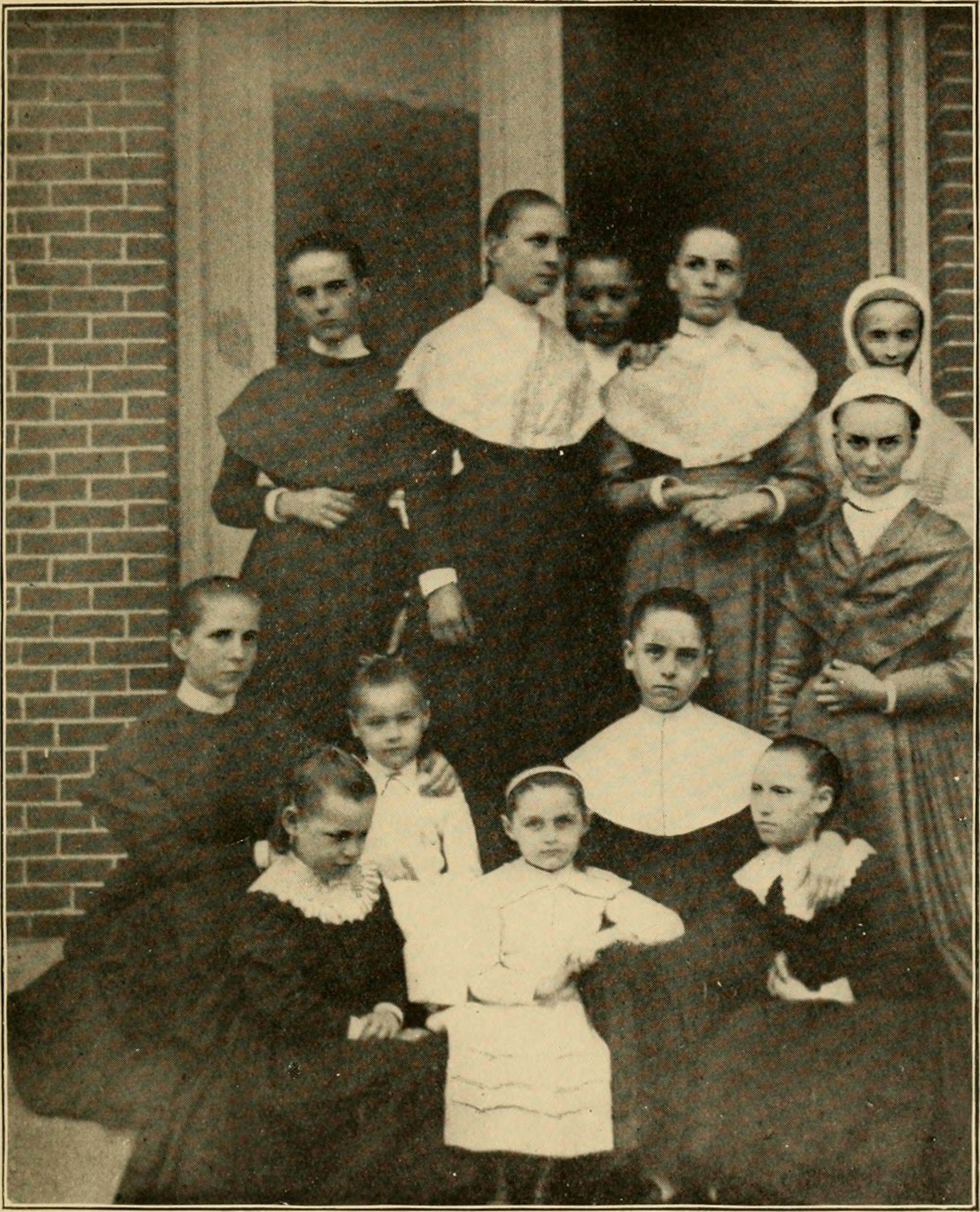
Девочки в шейкерской коммуне (1899 год)

Из-за требования абсолютного целибата шейкер не мог производить на свет потомство, кроме случаев, когда новообращённая женщина во время принятия в общину уже была беременной — тогда родившийся ребёнок оставался жить с матерью в общинном доме. Дети могли быть приняты в общину также через усыновление или обращение в веру. Бывали и случаи оставления неизвестными людьми младенцев около шейкерских домов; таких подкидышей шейкерские коммуны тоже принимали к себе, как и сирот, одиноких и бездомных людей более старшего возраста — всех, кто принимал веру и правила жизни шейкеров. Жизнь детей и подростков в общине шейкеров была вполне упорядоченной, безопасной и предсказуемой, там было достаточно взрослых, готовых о них позаботиться. Когда юноши и девушки, выросшие в общине шейкеров, достигали 21 года, они могли свободно выбирать, оставаться ли шейкерами или покинуть коммуну и жить самостоятельно. Многие из них, не желая соблюдать целибат, уходили, и сейчас в Америке живут тысячи потомков бывших юных шейкеров.
Бывало и так, что в «Объединённое сообщество верующих во Второе Пришествие Иисуса Христа» вступали целые семьи с детьми: такое произошло с юным Исааком Ньютоном Янгсом, который стал шейкером заодно с родителями — и добровольно остался им, когда уже вырос.

### Обучение

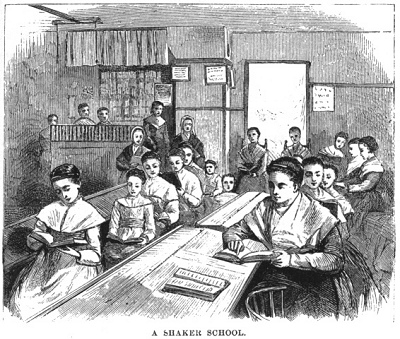
Шейкерская школа

Шейкерская коммуна «Нью-Лабанон» в штате Нью-Йорк создала свою школу в 1815 году; в начале 1817 года эта школа получила сертификат штата и стала публичной школой. Обучение велось по Белл-Ланкастерской системе, которая в то время считалась передовой. Мальчики учились зимой, девочки — летом.
В первых шейкерских школах обучали чтению, речи, правописанию, арифметике и хорошим манерам. Позднее добавились уроки музыки, алгебры, астрономии и агрохимии. Некоторые из шейкерских школьных записей сохранились до наших дней.
В период расцвета шейкерские школы были в числе лучших, и в них учились не только малолетние шейкеры; родители других вероисповеданий иногда отдавали детей в шейкерские школы. Государственные инспекторы и другие сторонние люди, посетившие шейкерские школы, оставили позитивные отзывы об учителях и учащихся.

## Эра Раскрытия
Основная статья: Эра Раскрытия
Расцвет религиозного движения шейкеров, их «золотой век» пришёлся на период с 1820 по 1860 год. Именно в эти годы количество членов и участников достигло исторического максимума, и они продвигались из Новой Англии всё дальше на запад — в Индиану, Кентукки, Огайо.
В период своего расцвета в 1840 году «Сообщество верующих во Второе Пришествие Иисуса Христа» насчитывало около 5000 полных членов, максимальное их количество доходило до примерно 6000, а всего в 19 шейкерских поселениях проживало около 200 тысяч человек.
Развивалась и духовная жизнь шейкеров: в конце 1830 годов у них начался период активного духовного ревивализма, который сами шейкеры называли «Эрой Раскрытия» (англ. Era of Manifestations) и «временем Матушкиных трудов» (англ. period of Mother's work) — Шейкеры считают, что Матушка Анна в последние годы её жизни получала много духовных откровений, которые сбылись в Эру Раскрытия.
Эти «духовные дары» обрели материальное воплощение в виде «рисунков дара» (англ. gift drawings), написанных шейкерскими художниками-визионистами: Ханной Кохун, Полли Энн Рид, Полли Колинз, Джейкобом Скином (Jacob Skeen) и другими. Многие из этих картин остаются исторически значимыми артефактами шейкерского самодеятельного искусства.

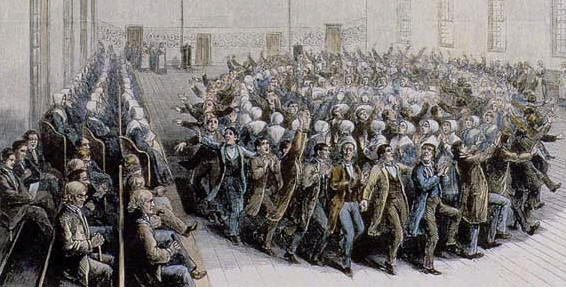
Религиозное собрание шейкеров в эру раскрытия
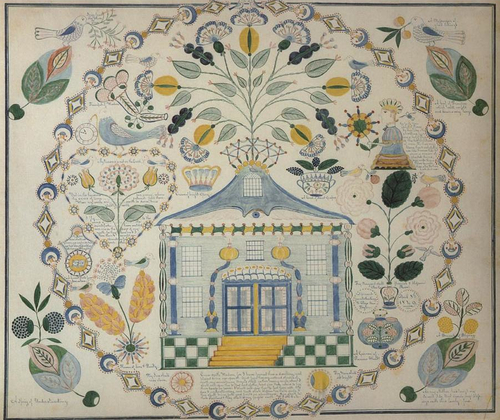
Дар Элизе Энн Тейлор от Матушки Люси[n]. Полли Энн Рид, 1851
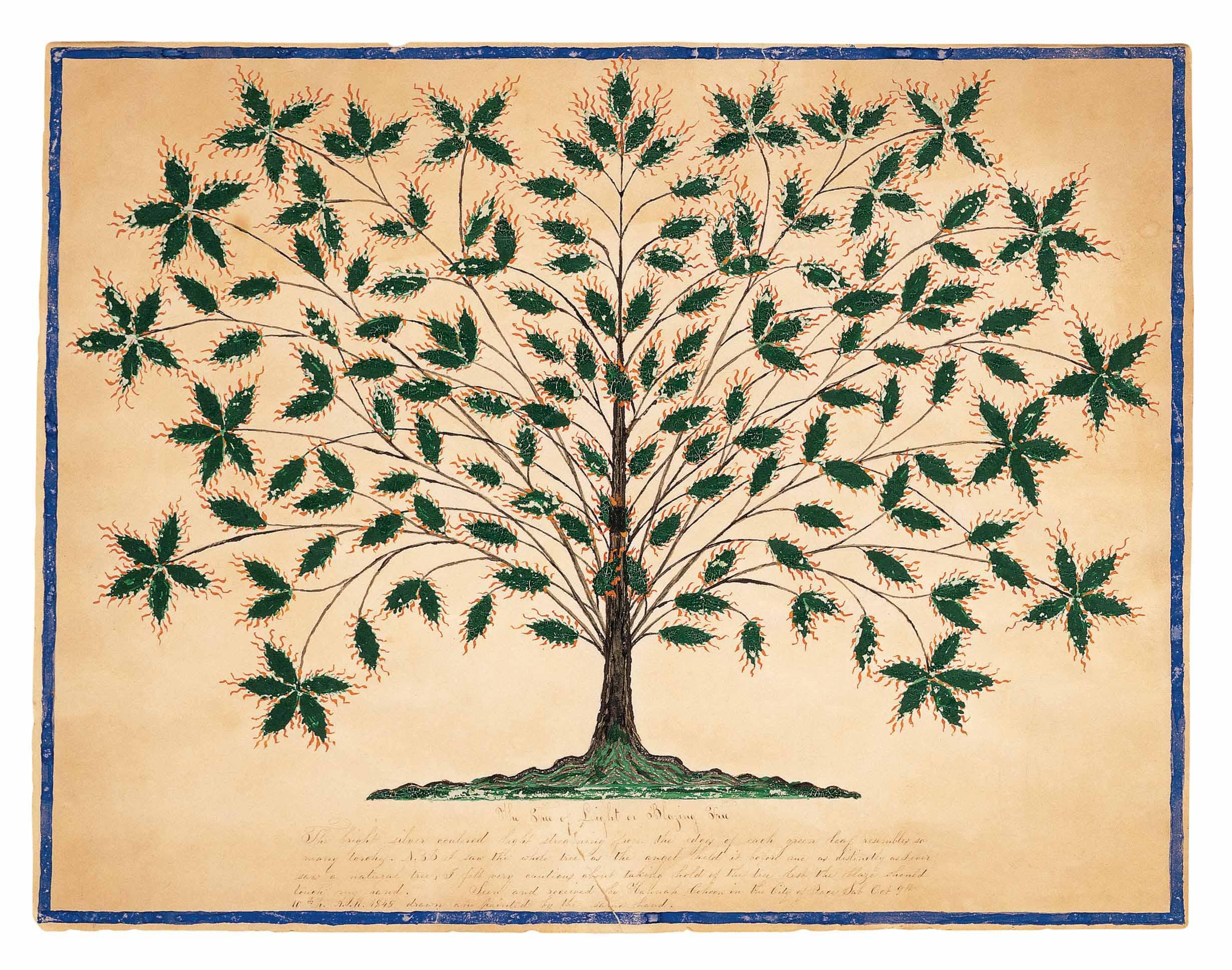
Древо Света, или Сияющее Древо[o]. Ханна Кохун, 1845
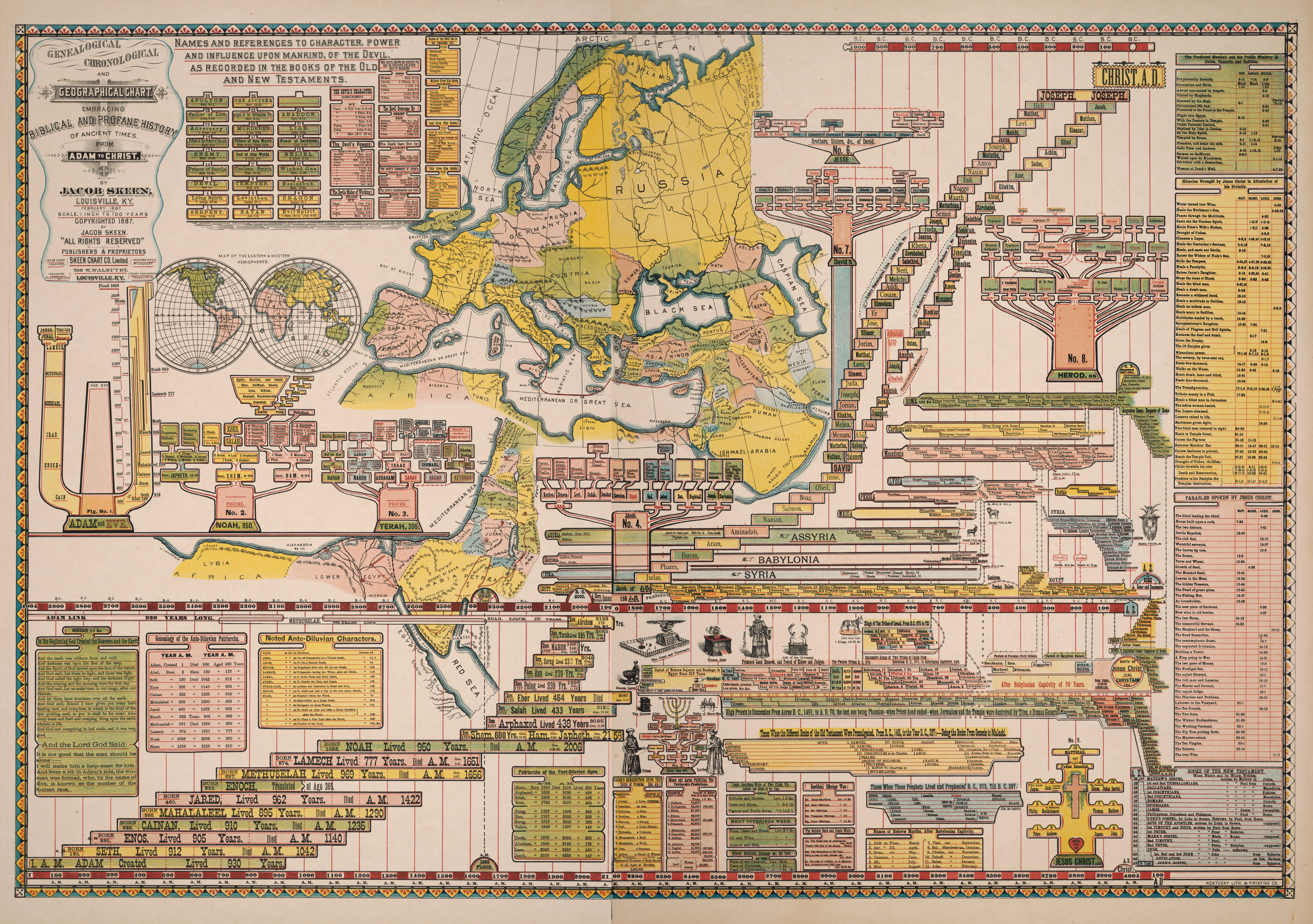
Религиозная схема на двух листах. Наглядное пособие для шейкерской школы. Джейкоб Скин, 1887

Исаак Н. Янгс, шейкерский историк и писарь, записал многие события из жизни шейкерской общины «Нью-Лебанон» в эру раскрытия и Матушкиных трудов — в «Местном журнале» (англ. Domestic Journal), в своём дневнике, в «Очерках видений» (Sketches of Visions) и в книге «Краткий обзор Церкви Божией» (англ. A Concise View of the Church of God)

## Гражданская война в США
Как убеждённые пацифисты, шейкеры считали неприемлемым убийство людей и причинение телесных повреждений, даже во время войны. Во время Гражданской войны в США раненные и беглые солдаты обеих сторон могли найти прибежище в общинах шейкеров. Шейкеры больше симпатизировали северянам, но заботились и о бывших солдатах Конфедерации. Президент Линкольн освободил мужчин-шейкеров от военной службы, и они стали одними из первых в американской истории отказников совести.
Окончание гражданской войны и отмена рабства привели к значительным изменениям в экономике США. Началась стремительная индустриализация, создавались всё более крупные заводы и фабрики, оборудованные новейшей на то время техникой, и шейкерским мануфактурам становилось всё сложнее конкурировать с ними. Доходы шейкерских коммун снижались, их благосостояние оказалось под угрозой, стало труднее привлекать новых членов, а многие старые покинули сообщество и отправились на заработки в города. Приток новообращённых уже не покрывал оттока бывших членов и значительной естественной убыли в шейкерских общинах, где почти не было деторождения.

## Новейшее время
С конца XIX века движение шейкеров начало приходить в упадок. Шейкерские коммуны не выдерживали экономической конкуренции с крупными производителями массовой продукции и в начале XX века стали одна за другой закрываться. В 1887 году полных членов «Сообщества верующих во Второе Пришествие Иисуса Христа» было около четырёх тысяч, но уже в 1902 году осталось около одной тысячи человек и 17 коммун, а в 1920 году — 12 коммун.
В середине XX столетия были приняты новые федеральные законы США, запрещающие отдавать детей-сирот в религиозные группы.
В 1957 году Старшие Сёстры Гертруд, Эмма и Ида (Gertrude, Emma, Ida), руководившие деревней-коммуной «Кентербери», после «многомесячной молитвы», проголосовали за то, чтобы закрыть в сейфе ковенант, больше не давать его подписывать никому, и тем самым прекратить приём новых членов в «Сообщество верующих во второе пришествие Иисуса Христа». Тем самым была поставлена под сомнение правомочность членства в сообществе тех людей, которые вступили в него после 1957 года. В 1988 году Старшая Сестра Берта Линдсей (Bertha Lindsay) из коммуны «Кентербери», говоря от 20—30-летних шейкерах, живущих в коммуне «Саббатдей Лейк», оспаривала их членство: «Чтобы стать шейкером, Вам необходимо подписать юридический документ с соответствующими обетами — официальный ковенант, который заперт в нашем сейфе. Членство закрыто навсегда». Она посчитала это исполнением пророчества Матушки Анны Ли о временах, когда оставшихся шейкеров можно будет пересчитать по пальцам на двух руках, а потом шейкеров уже не будет.
Но шейкеры в «Саббатдей Лейк» с такой трактовкой не согласны и считают, что хоть тот ковенант и заперт навсегда в сейфе — религиозные обеты из-за этого не теряют силу и не могут иметь сроков окончания действия, потому появление новых шейкеров по-прежнему возможно:

Если кто желает стать шейкером, и шейкеры согласны [принять его], будущий член может переехать в жилой дом [в общине шейкеров]. Если так называемые «новички» остаются там на неделю, они подписывают письменное соглашение об условиях подлежащего оформлению договора, которое защищает колонию против исков о возмещении невыплаченной зарплаты. Через год шейкеры будут голосовать по вопросу о принятии новичка, но только ещё через четыре года принятый получит статус полного шейкера и сможет участвовать в принятии финансовых, административных и богослужебных решений колонии.
Оригинальный текст (англ.)If someone wants to become a Shaker, and the Shakers assent, the would-be member can move into the dwelling house. If the novices, as they are called, stay a week, they sign an articles of agreement, which protects the colony from being sued for lost wages. After a year, the Shakers will take a vote whether to allow the novice in, but it takes another four years to be granted full Shaker status in sharing in the colony’s finances and administrative and worship decisions.

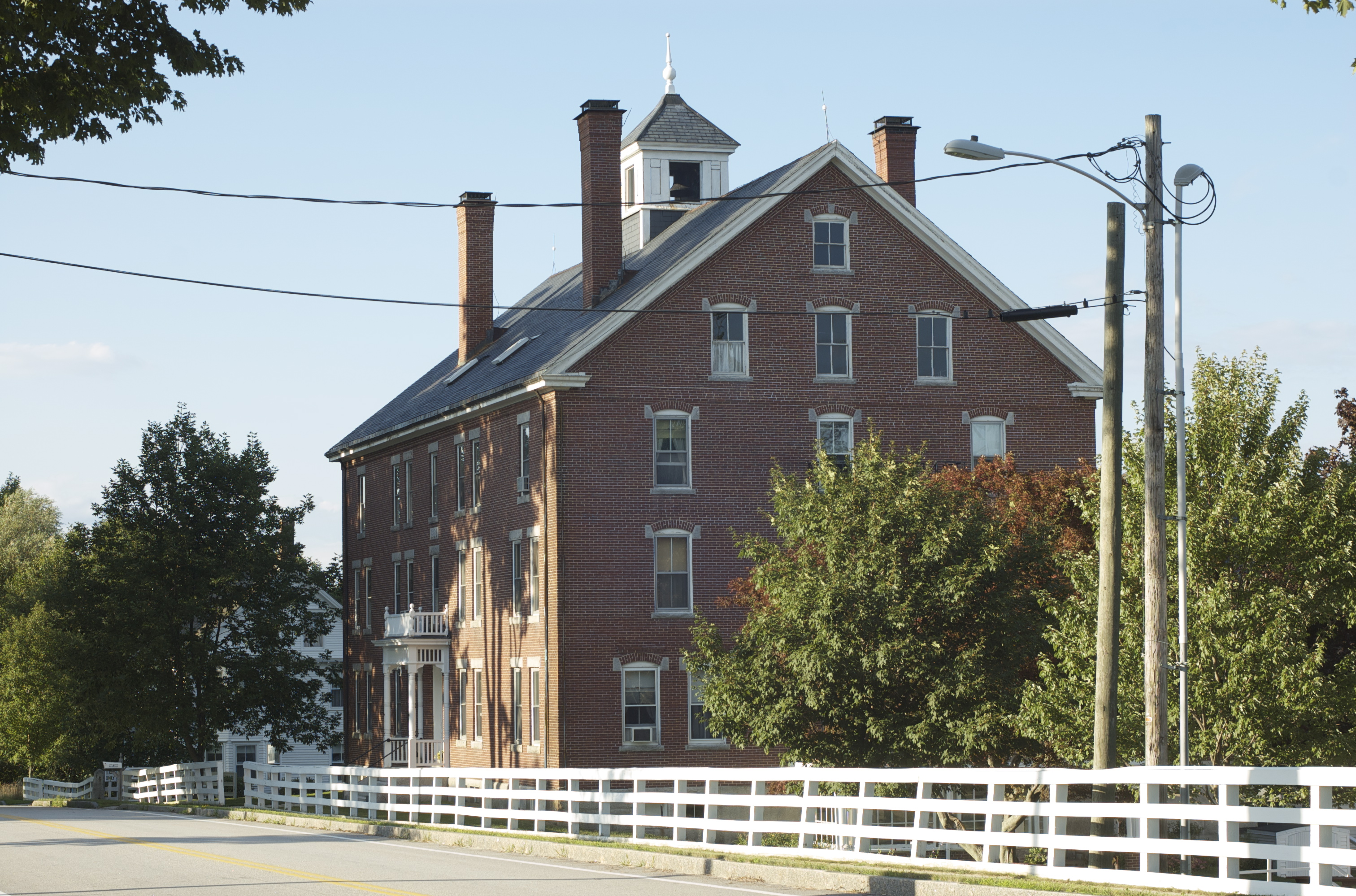
Жилой дом в «Саббатдей Лейк»

Последней из крупных общин в 1960 году прекратила своё существование деревня Хэнкок (она же Град Мира) близ города Питтсфилд, штат Массачусетс. В 1992 году закрылась коммуна «Кентербери», и осталась только одна действующая шейкерская коммуна «Саббатдей Лейк», население которой неуклонно сокращалось. В 2009 году «Сообщество верующих во второе пришествие Иисуса Христа» состояло только из трёх человек. 2 января 2017 года в «Саббатдей Лейк» на девяностом году жизни скончалась сестра Фрэнсис Карр (Frances Carr), и в мире осталось только двое шейкеров — полных членов сообщества: брат Арнольд Хадд (Arnold Hadd, 58 лет) и сестра Джун Карпентер (June Carpenter, 77 лет). Оставшиеся надеются, что искренние новообращённые ещё придут к ним, и отрицают, что шейкеризм оказался неудачным утопическими экспериментом:

Шейкеризм не является анахронизмом, как многие утверждают; и он не завянет, как печальный последний цветок, взращённый стараниями либеральных утопистов XIX века. В шейкеризме есть послание для нынешнего поколения — и это послание сегодня столь же верно, как и в те времена, когда оно было явлено. Оно учит, прежде всего, тому, что Бог есть Любовь, и что наша самая святая обязанность — и впредь открывать миру Бога, который есть любовь.
Оригинальный текст (англ.)Shakerism is not, as many would claim, an anachronism; nor can it be dismissed as the final sad flowering of 19th century liberal utopian fervor. Shakerism has a message for this present age–a message as valid today as when it was first expressed. It teaches above all else that God is Love and that our most solemn duty is to show forth that God who is love in the World.

## Вероучение и религиозная деятельность

### Традиция
Шейкеры считают себе продолжателями традиции христианских диссентеров, начавшейся с монтанистских пророков ранней христианской церкви и продолжавшейся через квакеров, а также через камизардов и некоторые другие недолго существовавшие религиозные группы. Шейкеры считают себя оставшимися в живых последователями истинной церкви, которая была маргинализирована и преследовалась ложной антихристианской церковью.

### Основные положения
Согласно краткому изложению религиозной доктрины шейкеров, опубликованному на сайте ныне единственной действующей шейкерской общины «Саббатдей Лейк», основные положения веры шейкеров таковы:
- Шейкеры верят в вечного Единого Бога — всемогущего, вездесущего и всеведающего, который является Создателем и Первопричиной всего сущего, видимого и невидимого. Бог полностью духовен и не имеет тела, а потому не имеет половой принадлежности (в человеческом её понимании), но сочетает в Себе как мужское, так и женское начала.
- Шейкеры признают божественность Иисуса Христа и его рождение от девы, верят во всё, написанное в Евангелиях, и во Второе Пришествие Христа, но считают, что второй раз Иисус Христос придёт на Землю не во плоти, но в духе любви и истины; этот дух может пребывать в том или ином человеке, но человек от этого не оказывается Иисусом Христом.
- Матушку Анну Ли шейкеры называют «Невестой Христовой» (англ. the Bride of Christ), помощницей и «Второй Евой», но не отождествляют её с Иисусом Христом и утверждают, что она никогда не называла себя Христом, но Дух Христа пребывал в Анне Ли и направлял её, потому что она была Им избрана и полностью посвятила себя Ему.
- Шейкеры полагают, что большинство людей в мире забыли настоящего Бога, и видят своё призвание в том, чтобы проявить в этом мире Дух Христов через свою жизнь и свои качества. Считают, что Бог всегда использует очень малую группу незнатных людей, исполняющих Его волю, чтобы создавать Царство Божие на Земле.
- Каждому следует исповедовать все свои грехи за всю сознательную жизнь — перед Богом и шейкером-свидетелем.
- Полные члены сообщества обязаны соблюдать абсолютный целибат и стремиться жить подобно Христу и ангелам.
- Любовь и мир — основополагающие ценности, данные в Новом Завете, и принявший их не только не может брать в руки оружие и причинять вред другим людям, но также не должен на кого-либо обижаться или жаждать мести; нужно желать только добра каждому человеку, независимо от того, что он делает. На основе этих ценностей возможно всеобщее братство и равенство людей, и шейкеры воплощают его на практике в своей повседневной жизни уже более двухсот лет.
- Принявший веру должен внести всё своё имущество в общину и более не копить себе сокровищ на земле; всякую вещь, которой пользуется человек, следует считать временно вверенной ему Богом.

### Этика и правила жизни
Среди нравственных ценностей шейкеров можно выделить четыре наивысших:
1. Девственная чистота, целомудрие, целибат.
2. Религиозный коммунизм — полное обобществление имущества и доходов.
3. Исповедание грехов.
4. Отделение от мира[англ.] (внешнего общества, не принимающего веру шейкеров).

Человек, не приемлющий или не исполняющий хотя бы один из этих четырёх принципов, не является истинно верующим шейкером и не может быть полным членом «Сообщества верующих во Второе Пришествие Христа».
В доктрине Анны Ли первородный грех Адама понимается как первое совокупление, ставшее актом нечистоты. После Второго Пришествия все браки верующих утратят силу, и в наступившем Царствии Божием не будет ни замужних, ни женатых. Поскольку общины верующих стремятся стать хотя бы прообразом Царствия Божьего, то и в них не должно быть ни браков, ни секса. В шейкерской общине женщинам нельзя даже дотрагиваться до мужчин (как и мужчинам до женщин). Исповедание грехов и покаяние открывает двери духовному возрождению, и абсолютный целибат становится нормой жизни.
Как и квакеры, шейкеры придерживаются спиритуализма и считают, что Бога следует искать внутри себя самого, а не через священников или обряды, и что возможно непосредственное получение верующими откровений от Духа Божьего во время духовного пробуждения; этого состояния они старались достичь с помощью молчаливой молитвы-медитации. Получивший такой духовный дар и в земной жизни сможет не совершить более греха.

### Исчисление сроков
В одном из основополагающих теологических текстов шейкеризма — «Общем обзоре церкви тысячелетия» (англ. A Summary View of the Millennial Church), опубликованном в 1823 году, приводятся расчёты по Откровению Иоанна Богослова сроков наступления миллениума, когда человечество обретёт спасение на Земле. Цитируется Откр. 11:3: «И дам двум свидетелям Моим, и они будут пророчествовать тысячу двести шестьдесят дней, будучи облечены во вретище». Шейкерские комментаторы считают, что в пророчествах день равен году, и что эти двое свидетелей будут пророчествовать 1260 лет во времена царствования Антихриста. Этот тёмный период начался в 457 году нашей эры, когда римский папа Лев I установил верховенство Ватикана, и закончился через 1260 лет в 1717 году, когда царь Пётр I разрешил свободу совести в России, после чего веротерпимость стала потихоньку распространяться и в Европе. В той же главе Откровения сказано, что язычники будут 42 месяца попирать святой город. Сорок два месяца — это 1278 дней-лет, и если к 457 году прибавить 1278, получаем 1735 год, в котором закончилось попрание святого города, а сразу после должно начаться его восстановление. И как раз в следующем 1736 году родилась Анна Ли.

### Молитвенные собрания

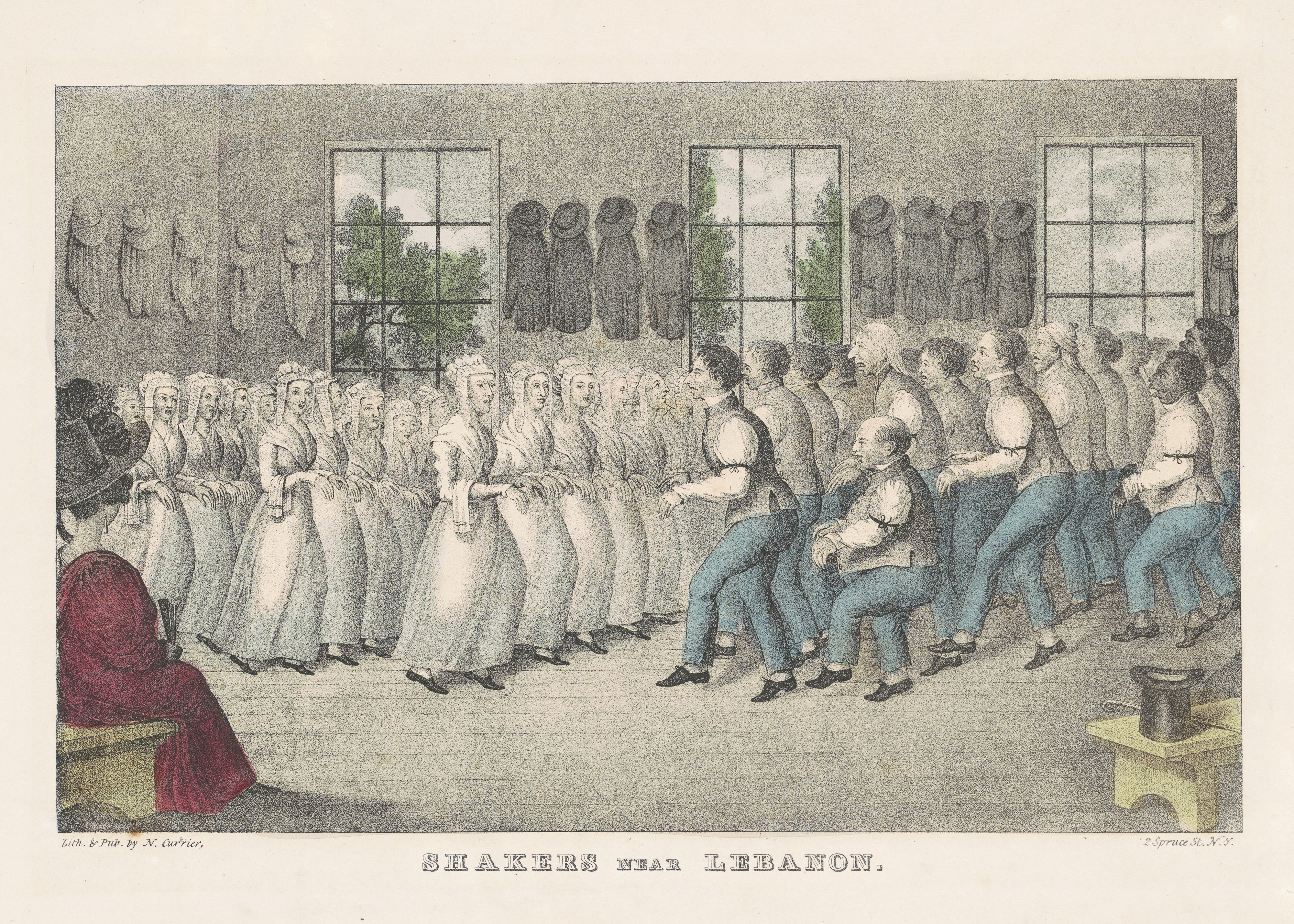
Богослужение шейкеров

Интерьеры молитвенных домов шейкеров были простыми и аскетичными; их стены окрашивались в однотонный белый цвет, подмостков, кафедр, каких-либо украшений не было — шейкеры отвергали их как слишком мирские и суетные вещи. Однако молитвенные собрания были довольно оживлёнными: верующие ходили рядами, пели песни, танцевали, иногда вздрагивали, резко поворачивались, дёргались, вскрикивали. Поначалу шейкерские молебны были неупорядоченными, шумными, хаотичными и эмоциональными. Но в дальнейшем шейкеры выработали довольно слаженные религиозные танцы и упорядоченные марши с символическими жестами. Многие сторонние люди не понимали смысл жестов и песен шейкеров, потому осуждали такие богослужения или смеялись над ними.

## Культурное наследие

### Артефакты
В середине XX века, когда многие коммуны шейкеров уже исчезли, в США появились коллекционеры предметов шейкерской культуры, несущих дух эпохи раннего модернизма и воплотивших в себе принцип «функция определяет форму».
Не меньшим интересом продолжают пользоваться религиозные рисунки, танцы и песни шейкеров. Дорис Хамфри поставила «Танец избранных» (англ. Dance of The Chosen), показывающий религиозный пыл шейкеров.

### Поселения шейкеров как туристические объекты
Уже в XIX веке шейкерские деревни-коммуны привлекали сотни туристов, и сохранилось много письменных свидетельств об их поездках. На посетителей производили впечатление успехи шейкеров в сельском хозяйстве, их чистота, аккуратность, искренность и гостеприимство. Пищевые продукты шейкерских ферм считались деликатесом, многие другие товары шейкерского производства также часто были лучшими в своём роде.

### Музеи
- Исторический шейкерский район Альфред[англ.] в городе Альфред, штат Мэн.
- Деревня шейкеров Кентербери[англ.] в городе Кентербери[англ.], штат Нью-Гэмпшир.
- Музей шейкеризма Энфилд[англ.] в городе Энфилд[англ.], штат Нью-Гэмпшир.
- Музей Фрутландс[англ.] в городе Гарвард[англ.], штат Массачусетс.
- Шейкерская деревня Хэнкок[англ.] в городе Хэнкок[англ.], штат Массачусетс.
- Шейкерский городок Плизант Хилл[англ.], недалеко от города Харродсбург[англ.], штат Кентукки.
- Шейкерская деревня Саббатдей Лейк[англ.], Нью-Глостер[англ.], штат Мэн.
- Природный центр в Шейкер Лейкс[англ.] — общественная организация по охране природного и культурного наследия в месте расположения исторической шейкерской деревни Северный Союз[англ.] в Шейкер Хейтс[англ.], штат Огайо.
- Исторический шейкерский район Ватерфлит[англ.] в городе Колони[англ.], штат Нью-Йорк.
- Шейкерский музей и библиотека[англ.] в городе Нью-Лебанон[англ.], штат Нью-Йорк.
- Шейкерский музей в Южном Союзе[англ.] в городе Оберн, штат Кентукки.

### Музыка

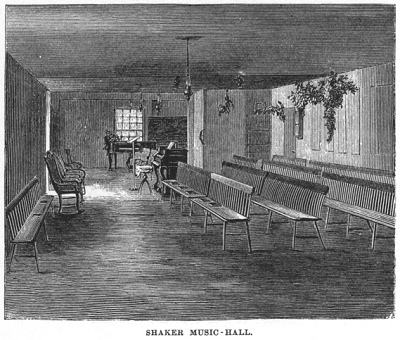
Шейкерский мьюзик-холл

Большая часть ранней шейкерской музыки — монодическая, с одной мелодической линией без гармонизации. Их мелодии и гаммы происходят от народных песен Британских островов, но шейкеры записывали музыку и бережно хранили эти записи, потому их музыкальные произведения уже не относятся к устному народному творчеству, но образуют особый музыкальный жанр. Многие их тех мелодий необыкновенно плавные и красивые. Шейкерские песни стали важной частью американского культурного наследия и мировой религиозной музыки, но остаются малоизвестными.
Ранние шейкерские гимны передавались из уст в уста или пересылались в письмах между поселениями шейкеров. Многие верующие сами сочиняли и стихи, и музыку. В 1813 году шейкеры издали сборник текстов песен под названием «Тысячелетнее восхваление».
После Гражданской войны в США, шейкеры стали издавать нотные записи своих религиозных песен. В них музыка уже была с четырёхчастной гармонией. Эти песни обычно исполнялись шейкерами в начале их воскресных богослужений. Последнее такое шейкерское нотное издание вышло в 1908 году в Кантербери, Нью-Гемпшир.
Композитор Аарон Копленд в 1944 году написал для Марты Грэм знаковую балетную партитуру «Весна в Аппалачах»; музыкальный финал этой композиции основан на мелодии знаменитой шейкерской песни «Простые дары». Композитор дал этой работе рабочее название «Балет для Марты», чтобы Грэм могла ей включить в свой сценарий, и говорил, что при написании музыки он не думал ни об Аппалачах, ни о весне. Совпадение или нет, но шейкеры действительно проводили богослужения на горе Холи Маунт (хребет Таконик, Аппалачи).
Некоторые исследователи, такие как Роджер Ли Холл и Даниэль В. Паттерсон (Daniel W. Patterson), составили сборники песен шейкеров, отдельные музыкальные коллективы исполняли шейкерские песни и танцы.
Самая объёмная звукозапись шейкерских песен в исполнении самих шейкеров была сделана с 1960 по 1980 год и вышла на двух CD-дисках с иллюстрированным буклетом под названием «Да сдвинется Сион: музыка шейкеров» (англ. Let Zion Move: Music of the Shakers). Издавались и другие записи шейкерских песен в исполнении как шейкерских, так и других музыкальных групп. Среди них большой коммерческих успех имели два альбома, записанных ансамблем Boston Camerata в «Саббатдей Лейк»: «Простые дары» (Simple Gifts, 1995) и «Золотая жатва» (The Golden Harvest, 2000). В этих альбомах звучат голоса как музыкантов этого ансамбля, так и немногих оставшихся шейкеров ныне единственной коммуны.

## Оценки и критика
Ряд авторов называют шейкеризм феминистской религией за строгое следование принципу равенства полов как в вероучении, так и в повседневной жизни и организации деятельности. Так, Эдвард Деминг Эндрюс (Edward Deming Andrews), автор нескольких книг о шейкеризме, утверждал, что шейкеры и шейкерки наслаждались «полным равенством в правах», свидетельством чему была и шейкерская концепция гендерного дуализма Бога, представлявшегося в равной мере Отцом и Матерью, и шейкерская система совместного правления старших братьев и старших сестёр. Французский писатель Анри Дерош (Henri Desroche) и, позднее, теоретик феминизма Салли Китч (Sally Kitch) усматривали проявление феминистичности шейкеризма в полном целибате, который, как отмечала Китч, исключал всё то, за что современные феминистки критикуют брак и сексуальность. Другие авторы не считают шейкеров сторонниками гендерного равенства в современном его понимании; Керн и Лоуренс Фостер (Kern and Lawrence Foster) отмечают, что шейкеры признавали глубокие врождённые различия между полами, и что у них сохранялось такое же разделение труда между мужчинами и женщинами, какое было в окружающем американском обществе в XIX веке.

## Пояснения
1. ↑  англ. a further degree of light and power
2. ↑  Перевод затруднён: англ. revival означает «религиозное возрождение» или «духовное пробуждение»; однако у Хаскетта[40] этим словом явно называется религиозное собрание или ряд таких собраний, служащих этой цели.
3. ↑  У Хаскетта[45] указано 31 мая 1780 года, что явная опечатка, т. к. противоречит другим источниками и хронологии событий
4. ↑  англ. The wisdom of their instructions, the purity of their doctrine, their Christ-like deportment, and the simplicity of their manners, all appeared truly apostolical.
5. ↑  англ. Pittsfield
6. ↑  перевод затруднён, англ. the wheel-driven washing machine
7. ↑  перевод затруднён, англ. a machine for setting teeth in textile cards
8. ↑  англ. a threshing machine
9. ↑  англ. a machine for matching boards
10. ↑  англ. small looms for weaving palm leaf
11. ↑  англ. ball-and-socket tilters for chair legs
12. ↑  англ. silk reeling machinery
13. ↑  Шейкеры практиковали общение с духами умерших; верующий, который общался с таким духом, назывался «визионистом» (англ. visionist) или «инструментом» (instrument), а то послание или идея, что человек получал от духа, называлось «дар» (gift)[53]
14. ↑  англ. A present from Mother Lucy to Eliza Ann Taylor
15. ↑  англ. The Tree of Light or Blazing Tree
16. ↑  англ. To become a Shaker you have to sign a legal document taking the necessary vows and that document, the official covenant, is locked up in our safe. Membership is closed forever.
17. ↑  Откр. 11:2: «А внешний двор храма исключи и не измеряй его, ибо он дан язычникам: они будут попирать святый город сорок два месяца».
18. ↑  англ. form follows function

## Документы архивов и музеев
1. ↑  Youngs, Isaac N. Concise View of the Church of God. — Winterthur Museum Library Andrews Shaker Collection. — Vol. ms. 861. — P. 355, 366-74.
2. ↑  Youngs, Isaac N. et al. Memorandum of the Proceedings of the School (1817-35). — Shaker Museum Mount Lebanon. — P. ms. 10,469.
3. ↑  Calvin Reed, Sarah Bates, Polly Reed, William Calver, Amelia Calver, Anna Dodgson. New Lebanon School Journal (1852-87). — Hancock Shaker Village library. — P. ms. 9758.
4. ↑  Domestic Journal of Daily Occurrences (1834-46), New York State Library ms.; Sketches of Visions, 1838, Western Reserve Historical Society Cathcart Shaker Collection ms. VIII:B-113; A Concise View of the Church of God and of Christ on Earth, Edward Deming Andrews Memorial Shaker Collection, Winterthur Museum Library, ms. 861.